# Liga Mistrzów UEFA (2011/2012)/Faza kwalifikacyjna
Artykuł prezentuje szczegółowe dane dotyczące rozegranych meczów mających na celu wyłonienie grupy drużyn piłkarskich które wezmą udział w fazie grupowej Ligi Mistrzów UEFA 2011/2012.

## I runda kwalifikacyjna
Do startu w I rundzie kwalifikacyjnej uprawnione są 4 drużyny, z czego 2 są rozstawione. Losowanie odbyło się 20 czerwca 2011 (godz. 12:00). Pierwsze mecze rozegrano 28 czerwca a rewanże – 5 i 6 lipca 2011.
| Drużyny rozstawione | Drużyny rozstawione | Drużyny rozstawione | Drużyny rozstawione |
| Drużyna             | Wsp.                | Drużyna             | Wsp.                |
| ------------------- | ------------------- | ------------------- | ------------------- |
| F91 Dudelange       | 1,524               | Valletta FC         | 1,483               |

| Drużyny nierozstawione | Drużyny nierozstawione | Drużyny nierozstawione | Drużyny nierozstawione |
| Drużyna                | Wsp.                   | Drużyna                | Wsp.                   |
| ---------------------- | ---------------------- | ---------------------- | ---------------------- |
| FC Santa Coloma        | 1,200                  | SP Tre Fiori           | 1,183                  |

Wsp. – wartość współczynnika klubowego.
| Drużyna 1                            | Wynik dwumeczu | Drużyna 2     | Pierwszy mecz | Drugi mecz |
| ------------------------------------ | -------------- | ------------- | ------------- | ---------- |
| SP Tre Fiori                         | 1:5            | Valletta FC   | 0:3           | 1:2        |
| FC Santa Coloma                      | 0:4            | F91 Dudelange | 0:2           | 0:2        |
| Po lewej gospodarz pierwszego meczu. |                |               |               |            |

### Pierwsze mecze
| 128 czerwca 2011 | SP Tre Fiori | 0:3   | Valletta FC                             |                                                                          |
| 20:30 CET        |              | (0:1) | 43' Denni · 50' Effiong · 70' (k) Agius | Olimpico Serravalle Serravalle, San Marino Widzów: 544 Sędzia: Alan Muir |

| 228 czerwca 2011 | FC Santa Coloma | 0:2   | F91 Dudelange            |                                                                                    |
| 19:00 CET        |                 | (0:0) | 57' Legros · 79' Caillet | Estadi Comunal d'Aixovall Andorra la Vella, Andora Widzów: 300 Sędzia: Elmir Pilav |

### Rewanże
| 16 lipca 2011 | Valletta FC                  | 2:1   | SP Tre Fiori |                                                                    |
| 19:30 CET     | Zammit 58' (k) · Barbosa 88' | (0:1) | 21' (k) Lisi | Hibernians Ground Paola, Malta Widzów: 1616 Sędzia: Bardhyl Pashaj |

| 25 lipca 2011 | F91 Dudelange     | 2:0   | FC Santa Coloma |                                                                             |
| 18:30 CET     | Abdullei 60', 89' | (0:0) |                 | Stade Jos Nosbaum Dudelange, Luksemburg Widzów: 1015 Sędzia: Gabriele Rossi |

## II runda kwalifikacyjna
Do startu w II rundzie kwalifikacyjnej uprawnione są 34 drużyny (w tym 2 zwycięzców I rundy), z czego 17 jest rozstawionych. Losowanie odbyło się 20 czerwca 2011 (godz. 12:00). Ponieważ stało się to przed zakończeniem I rundy, przyjęto założenie, że wszystkie rozstawione drużyny z I rundy wygrają swoje mecze, jeśli zaś nie – zwycięska drużyna nierozstawiona przejmie współczynnik pokonanego. Pierwsze mecze rozegrane zostaną 12 i 13 lipca, rewanże – 19 i 20 lipca 2011.
    drużyny, które awansowały z I rundy kwalifikacyjnej
| Drużyny rozstawione | Drużyny rozstawione | Drużyny rozstawione | Drużyny rozstawione |
| Drużyna             | Wsp.                | Drużyna             | Wsp.                |
| ------------------- | ------------------- | ------------------- | ------------------- |
| BATE Borysów        | 23.216              | Slovan Bratysława   | 5.899               |
| Maccabi Hajfa       | 21.400              | Viktoria Pilzno     | 5.170               |
| Dinamo Zagrzeb      | 20.224              | NK Maribor          | 4.224               |
| Rosenborg BK        | 19.375              | HJK Helsinki        | 3.793               |
| Partizan Belgrad    | 15.850              | Ekranas Poniewież   | 3.541               |
| APOEL Nikozja       | 13.124              | Zestaponi           | 2.891               |
| Wisła Kraków        | 10.183              | Malmö FF            | 2.825               |
| Sturm Graz          | 8.640               | Shamrock Rovers     | 2.741               |
| Liteks Łowecz       | 8.575               |                     |                     |

| Drużyny nierozstawione | Drużyny nierozstawione | Drużyny nierozstawione | Drużyny nierozstawione |
| Drużyna                | Wsp.                   | Drużyna                | Wsp.                   |
| ---------------------- | ---------------------- | ---------------------- | ---------------------- |
| Dacia Kiszyniów        | 2.549                  | Toboł Kustanaj         | 1.624                  |
| Piunik Erywań          | 2.516                  | F91 Dudelange          | 1.524                  |
| Borac Banja Luka       | 2.324                  | Flora Tallinn          | 1.508                  |
| FK Mogren              | 2.275                  | Breiðablik             | 1.491                  |
| Skonto Ryga            | 2.233                  | Valletta FC            | 1.483                  |
| Videoton FC            | 2.200                  | Neftçi PFK             | 1.233                  |
| Bangor City            | 2.058                  | Szkendija Tetowo       | 1.041                  |
| HB Tórshavn            | 1.783                  | Skënderbeu Korcza      | 0.774                  |
| Linfield F.C.          | 1.699                  |                        |                        |

Wsp. – wartość współczynnika klubowego.
Pogrubioną czcionką wyróżnione zespoły, które awansowały do kolejnej rundy.
| Drużyna 1                            | Wynik dwumeczu | Drużyna 2         | Pierwszy mecz | Drugi mecz |
| ------------------------------------ | -------------- | ----------------- | ------------- | ---------- |
| Maccabi Hajfa                        | 7:4            | Borac Banja Luka  | 5:1           | 2:3        |
| FK Mogren                            | 1:5            | Liteks Łowecz     | 1:2           | 0:3        |
| NK Maribor                           | 5:1            | F91 Dudelange     | 2:0           | 3:1        |
| Skënderbeu Korcza                    | 0:6            | APOEL Nikozja     | 0:2           | 0:4        |
| Slovan Bratysława                    | 3:1            | Toboł Kustanaj    | 2:0           | 1:1        |
| Sturm Graz                           | 4:3            | Videoton FC       | 2:0           | 2:3        |
| Zestaponi                            | 3:2            | Dacia Kiszyniów   | 3:0           | 0:2        |
| Dinamo Zagrzeb                       | 3:0            | Neftçi PFK        | 3:0           | 0:0        |
| Piunik Erywań                        | 1:9            | Viktoria Pilzno   | 0:4           | 1:5        |
| Partizan Belgrad                     | 5:0            | Szkendija Tetowo  | 4:0           | 1:0        |
| Valletta FC                          | 2:4            | Ekranas Poniewież | 2:3           | 0:1        |
| Malmö FF                             | 3:1            | HB Tórshavn       | 2:0           | 1:1        |
| Shamrock Rovers                      | 1:0            | Flora Tallinn     | 1:0           | 0:0        |
| Rosenborg BK                         | 5:2            | Breiðablik        | 5:0           | 0:2        |
| HJK Helsinki                         | 13:0           | Bangor City       | 3:0           | 10:0       |
| Skonto Ryga                          | 0:3            | Wisła Kraków      | 0:1           | 0:2        |
| Linfield F.C.                        | 1:3            | BATE Borysów      | 1:1           | 0:2        |
| Po lewej gospodarz pierwszego meczu. |                |                   |               |            |

### Pierwsze mecze
| 113 lipca 2011 | Maccabi Hajfa                                     | 5:1   | Borac Banja Luka |                                                                        |
| 19:00 CET      | Amashe 45', 71', 73' · Yampolsky 72' · Golasa 80' | (1:1) | 24' Raspudić     | Kiryat Eliezer Stadium Hajfa, Izrael Widzów: 9750 Sędzia: Paolo Valeri |

| 212 lipca 2011 | FK Mogren | 1:2   | Liteks Łowecz    |                                                                                  |
| 20:00 CET      | Zec 14'   | (1:0) | 77', 79' Todorov | Stadion Pod Goricom Podgorica, Czarnogóra Widzów: 1500 Sędzia: Gediminas Mažeika |

| 312 lipca 2011 | NK Maribor               | 2:0   | F91 Dudelange |                                                                             |
| 20:00 CET      | Arghus 36' · Ibraimi 45' | (2:0) |               | Stadion Ljudski vrt Maribor, Słowenia Widzów: 5500 Sędzia: Veaceslav Banari |

| 413 lipca 2011 | Skënderbeu Korcza | 0:2   | APOEL Nikozja            |                                                                      |
| 20:00 CET      |                   | (0:0) | 52' Morais · 56' Manduca | Stadiumi Skënderbeu Korcza, Albania Widzów: 5000 Sędzia: Ján Valášek |

| 512 lipca 2011 | Slovan Bratysława    | 2:0   | Toboł Kustanaj |                                                                           |
| 20:15 CET      | Šebo 41' · Guédé 82' | (1:0) |                | Štadión Pasienky Bratysława, Słowacja Widzów: 5128 Sędzia: Wiktor Szwecow |

| 613 lipca 2011 | Sturm Graz                  | 2:0   | Videoton FC |                                                                      |
| 20:30 CET      | Szabics 68' · Kienast 90+2' | (0:0) |             | Hypo-Arena Klagenfurt, Austria Widzów: 11 500 Sędzia: Stuart Attwell |

| 713 lipca 2011 | Zestaponi                       | 3:0   | Dacia Kiszyniów |                                                                                   |
| 18:00 CET      | Gelashvili 14' · Dwali 23', 40' | (3:0) |                 | Stadion im. Dawita Abaszidze Zestaponi, Gruzja Widzów: 4458 Sędzia: Halis Özkahya |

| 813 lipca 2011 | Dinamo Zagrzeb                       | 3:0   | Neftçi PFK |                                                                   |
| 20:00 CET      | Badelj 37' · Krstanović 46', 65' (k) | (1:0) |            | Maksimir Zagrzeb, Chorwacja Widzów: 33 266 Sędzia: Antony Gautier |

| 912 lipca 2011 | Piunik Erywań | 0:4   | Viktoria Pilzno                                 |                                                                           |
| 17:00 CET      |               | (0:3) | 7', 40' (k) Bakoš · 28' (k) Horváth · 72' Kolář | Stadion Hanrapetakan Erywań, Armenia Widzów: 3000 Sędzia: Michael Lerjeus |

| 1013 lipca 2011 | Partizan Belgrad                                     | 4:0   | Szkendija Tetowo |                                                                        |
| 20:45 CET       | Vukić 48' · Eduardo 58' · Šćepović 74' · Berisha 76' | (0:0) |                  | Stadion Partizana Belgrad, Serbia Widzów: 15 324 Sędzia: Artyom Kuchin |

| 1112 lipca 2011 | Valletta FC                    | 2:3   | Ekranas Poniewież                             |                                                                       |
| 19:30 CET       | Mifsud 43' · Barbosa 90+1' (k) | (1:3) | 15' Umeh · 22' Gleveckas · 40' (k) Radavičius | Hibernians Ground Paola, Malta Widzów: 1608 Sędzia: Pavle Radovanović |

| 1213 lipca 2011 | Malmö FF                      | 2:0   | HB Tórshavn |                                                                      |
| 19:00 CET       | Rexhepi 58' · Holm 77' (sam.) | (0:0) |             | Swedbank Stadion Malmö, Szwecja Widzów: 12 501 Sędzia: Marios Panayi |

| 1312 lipca 2011 | Shamrock Rovers | 1:0   | Flora Tallinn |                                                                     |
| 21:00 CET       | Turner 34'      | (1:0) |               | Tallaght Stadium Dublin, Irlandia Widzów: 5026 Sędzia: Jakob Kehlet |

| 1413 lipca 2011 | Rosenborg BK                                                       | 5:0   | Breiðablik |                                                                             |
| 20:45 CET       | Skjelbred 43' · Dorsin 48' · Henriksen 72' · Prica 76' · Olsen 86' | (1:0) |            | Lerkendal Stadion Trondheim, Norwegia Widzów: 4943 Sędzia: Nikolay Yordanov |

| 1513 lipca 2011 | Bangor City | 0:3   | HJK Helsinki               |                                                        |
| 19:30 CET       |             | (0:1) | 14', 55' Sadik · 89' Sorsa | Belle Vue Rhyl, Walia Widzów: 1189 Sędzia: Anton Genov |

| 1613 lipca 2011 | Skonto Ryga | 0:1   | Wisła Kraków    |                                                                |
| 20:30 CET       |             | (0:1) | 40' (sam.) Rode | Stadion Skonto Ryga, Łotwa Widzów: 5200 Sędzia: Menashe Masiah |

| 1713 lipca 2011 | Linfield F.C. | 1:1   | BATE Borysów    |                                                                        |
| 20:45 CET       | Fordyce 5'    | (1:1) | 36' (k) Bressan | Windsor Park Belfast, Irlandia Północna Widzów: 1212 Sędzia: Paweł Gil |

### Rewanże
| 120 lipca 2011 | Borac Banja Luka               | 3:2   | Maccabi Hajfa        |                                                                                        |
| 20:45 CET      | Krunić 9', 34' · Vidaković 84' | (2:1) | 24', 54' Dwaliszwili | Gradski stadion Banja Luka, Bośnia i Hercegowina Widzów: 4000 Sędzia: Richard Liesveld |

| 219 lipca 2011 | Liteks Łowecz                          | 3:0   | FK Mogren |                                                                      |
| 19:00 CET      | Zanev 3' · Todorov 49' (k) · Yanev 80' | (1:0) |           | Stadion Miejski Łowecz, Bułgaria Widzów: 4000 Sędzia: Andre Marriner |

| 319 lipca 2011 | F91 Dudelange | 1:3   | NK Maribor                     |                                                                         |
| 18:00 CET      | Da Mota 54'   | (0:1) | 26', 76' (k) Mezga · 72' Berić | Stade Jos Nosbaum Dudelange, Luksemburg Widzów: 1152 Sędzia: Marco Borg |

| 420 lipca 2011 | APOEL Nikozja                                            | 4:0   | Skënderbeu Korcza |                                                                  |
| 19:00 CET      | Solari 59' · Aílton 66' · Adorno 80' · Charalambides 86' | (0:0) |                   | Stadion GSP Nikozja, Cypr Widzów: 11 271 Sędzia: Andrea De Marco |

| 519 lipca 2011 | Toboł Kustanaj         | 1:1   | Slovan Bratysława | |
| 18:00 CET      | Štepanovský 62' (sam.) | (0:1) | 16' Kladrubský    | Stadion Centralny w Kustanaju Kustanaj, Kazachstan Widzów: 6800 Sędzia: Ante Vučemilović-Šimunović Jr |

| 620 lipca 2011 | Videoton FC                          | 3:2   | Sturm Graz                |                                                                              |
| 20:30 CET      | Elek 27' · Sándor 32' · Lipták 45+2' | (3:2) | 28' Hölzl · 39' Feldhofer | Stadion Sóstói Székesfehérvár, Węgry Widzów: 8760 Sędzia: Ałeksandar Stawrew |

| 720 lipca 2011 | Dacia Kiszyniów               | 2:0   | Zestaponi |                                                                        |
| 19:00 CET      | Popovici 20' · Orbu 90+2' (k) | (1:0) |           | Stadion Zimbru Kiszyniów, Mołdawia Widzów: 4000 Sędzia: Harald Lechner |

| 819 lipca 2011 | Neftçi PFK | 0:0 | Dinamo Zagrzeb |                                                                               |
| 28:00 CET      |            |     |                | Stadion Tofiqa Bəhramova Baku, Azerbejdżan Widzów: 7000 Sędzia: Hannes Kaasik |

| 919 lipca 2011 | Viktoria Pilzno                               | 5:1   | Piunik Erywań |                                                                       |
| 20:15 CET      | Bakoš 38', 42' · Kolář 45', 57' · Pilař 90+1' | (3:0) | 49' Malakian  | Stadion města Plzně Pilzno, Czechy Widzów: 5400 Sędzia: Antti Munukka |

| 1019 lipca 2011 | Szkendija Tetowo | 0:1   | Partizan Belgrad | |
| 20:45 CET       |                  | (0:0) | 68' Jovančić     | Arena Narodowa im. Filipa II Macedońskiego Skopje, Macedonia Widzów: 5000 Sędzia: Ovidiu Alin Hategan |

| 1119 lipca 2011 | Ekranas Poniewież | 1:0   | Valletta FC |                                                                                  |
| 18:00 CET       | Dedura 5'         | (1:0) |             | Aukštaitijos stadionas Poniewież, Litwa Widzów: 3000 Sędzia: Augustus Constantin |

| 1219 lipca 2011 | HB Tórshavn     | 1:1   | Malmö FF         |                                                                          |
| 20:00 CET       | Benjaminsen 70' | (0:0) | 90+1' Figueiredo | Gundadalur Tórshavn, Wyspy Owcze Widzów: 688 Sędzia: Milenko Vukadinovic |

| 1319 lipca 2011 | Flora Tallinn | 0:0 | Shamrock Rovers |                                                                          |
| 18:45 CET       |               |     |                 | A. Le Coq Arena Tallinn, Estonia Widzów: 2970 Sędzia: Dimitar Meckarovsk |

| 1420 lipca 2011 | Breiðablik                        | 2:0   | Rosenborg BK |                                                                        |
| 20:45 CET       | McAllister 28' · Steindórsson 82' | (1:0) |              | Kópavogsvöllur Kópavogur, Islandia Widzów: 747 Sędzia: Christof Virant |

| 1519 lipca 2011 | HJK Helsinki                                                                                            | 10:0  | Bangor City |                                                                   |
| 18:00 CET       | Ring 36' · Sadik 44' · Zeneli 48', 54' · Rafinha 52' · Pukki 64', 67' · Kastrati 68', 88' · Parikka 71' | (2:0) |             | Finnair Stadium Helsinki, Finlandia Sędzia: Davit Kharitonashvili |

| 1619 lipca 2011 | Wisła Kraków            | 2:0   | Skonto Ryga |                                                                     |
| 20:30 CET       | Małecki 51' · Iliev 64' | (0:0) |             | Stadion Miejski Kraków, Polska Widzów: 19 300 Sędzia: Milorad Mažić |

| 1719 lipca 2011 | BATE Borysów                 | 2:0   | Linfield F.C. |                                                                      |
| 18:00 CET       | Niachajczyk 58' · Pawłow 61' | (0:0) |               | Stadion Miejski Borysów, Białoruś Widzów: 5200 Sędzia: Libor Kovařik |

## III runda kwalifikacyjna
Od tej rundy turniej kwalifikacyjny zostanie podzielony na 2 części – dla mistrzów i niemistrzów poszczególnych federacji:
- do startu w III rundzie kwalifikacyjnej dla mistrzów uprawnionych będzie 20 drużyn (w tym 17 zwycięzców II rundy), z czego 10 będzie rozstawionych;
- do startu w III rundzie kwalifikacyjnej dla niemistrzów uprawnionych będzie 10 drużyn, z czego 5 będzie rozstawionych.

Drużyny, które przegrają w tej rundzie, otrzymają prawo gry w rundzie play-off Ligi Europy UEFA.
    drużyny, które awansowały z II rundy kwalifikacyjnej
| Drużyny rozstawione | Drużyny rozstawione | Drużyny rozstawione | Drużyny rozstawione |
| Drużyna             | Wsp.                | Drużyna             | Wsp.                |
| ------------------- | ------------------- | ------------------- | ------------------- |
| Rangers             | 56,028              | Rosenborg BK        | 19.375              |
| FC Kopenhaga        | 51.110              | Partizan Belgrad    | 15.850              |
| BATE Borysów        | 23.216              | APOEL Nikozja       | 13.124              |
| Maccabi Hajfa       | 21.400              | Wisła Kraków        | 10.183              |
| Dinamo Zagrzeb      | 20.224              | Sturm Graz          | 8.640               |

| Drużyny nierozstawione | Drużyny nierozstawione | Drużyny nierozstawione | Drużyny nierozstawione |
| Drużyna                | Wsp.                   | Drużyna                | Wsp.                   |
| ---------------------- | ---------------------- | ---------------------- | ---------------------- |
| Liteks Łowecz          | 8.575                  | HJK Helsinki           | 3.793                  |
| KRC Genk               | 8.400                  | Ekranas Poniewież      | 3.541                  |
| Slovan Bratysława      | 5.899                  | Zestaponi              | 2.891                  |
| Viktoria Pilzno        | 5.170                  | Malmö FF               | 2.825                  |
| NK Maribor             | 4.224                  | Shamrock Rovers        | 2.741                  |

Wsp. – wartość współczynnika klubowego.
Pogrubioną czcionką wyróżnione zespoły, które awansowały do kolejnej rundy.
| Drużyny rozstawione | Drużyny rozstawione | Drużyny rozstawione | Drużyny rozstawione |
| Drużyna             | Wsp.                | Drużyna             | Wsp.                |
| ------------------- | ------------------- | ------------------- | ------------------- |
| SL Benfica          | 81.319              | Dynamo Kijów        | 60.776              |
| Panathinaikos AO    | 57.833              | Twente              | 41.025              |
| Standard Liège      | 32.400              |                     |                     |

| Drużyny nierozstawione | Drużyny nierozstawione | Drużyny nierozstawione | Drużyny nierozstawione |
| Drużyna                | Wsp.                   | Drużyna                | Wsp.                   |
| ---------------------- | ---------------------- | ---------------------- | ---------------------- |
| Rubin Kazań            | 31.941                 | FC Zürich              | 18.980                 |
| Odense BK              | 18.610                 | Trabzonspor            | 12.010                 |
| FC Vaslui              | 10.164                 |                        |                        |

Wsp. – wartość współczynnika klubowego.
Pogrubioną czcionką wyróżnione zespoły, które awansowały do kolejnej rundy.
| Drużyna 1                            | Wynik dwumeczu            | Drużyna 2                 | Pierwszy mecz             | Drugi mecz                |                           |
| Kwalifikacje dla mistrzów            | Kwalifikacje dla mistrzów | Kwalifikacje dla mistrzów | Kwalifikacje dla mistrzów | Kwalifikacje dla mistrzów | Kwalifikacje dla mistrzów |
| ------------------------------------ | ------------------------- | ------------------------- | ------------------------- | ------------------------- | ------------------------- |
| Liteks Łowecz                        | 2:5                       | Wisła Kraków              | 1:2                       | 1:3                       |                           |
| Maccabi Hajfa                        | 3:2                       | NK Maribor                | 2:1                       | 1:1                       |                           |
| HJK Helsinki                         | 1:3                       | Dinamo Zagrzeb            | 1:2                       | 0:1                       |                           |
| APOEL Nikozja                        | 2:0                       | Slovan Bratysława         | 0:0                       | 2:0                       |                           |
| FC Kopenhaga                         | 3:0                       | Shamrock Rovers           | 1:0                       | 2:0                       |                           |
| KRC Genk                             | 3:2                       | Partizan Belgrad          | 2:1                       | 1:1                       |                           |
| Rosenborg BK                         | 2:4                       | Viktoria Pilzno           | 0:1                       | 2:3                       |                           |
| Zestaponi                            | 1:2                       | Sturm Graz                | 1:1                       | 0:1                       |                           |
| Ekranas Poniewież                    | 1:3                       | BATE Borysów              | 0:0                       | 1:3                       |                           |
| Rangers                              | 1:2                       | Malmö FF                  | 0:1                       | 1:1                       |                           |
| Kwalifikacje dla niemistrzów         |                           |                           |                           |                           |                           |
| Standard Liège                       | 1:2                       | FC Zürich                 | 1:1                       | 0:1                       |                           |
| Twente                               | 2:0                       | FC Vaslui                 | 2:0                       | 0:0                       |                           |
| SL Benfica                           | 3:1                       | Trabzonspor               | 2:0                       | 1:1                       |                           |
| Dynamo Kijów                         | 1:4                       | Rubin Kazań               | 0:2                       | 1:2                       |                           |
| Odense BK                            | 5:4                       | Panathinaikos AO          | 1:1                       | 4:3                       |                           |
| Po lewej gospodarz pierwszego meczu. |                           |                           |                           |                           |                           |

### Pierwsze mecze
| 126 lipca 2011 | Liteks Łowecz | 1:2   | Wisła Kraków             |                                                                      |
| 19:30 CET      | Tom 45'       | (1:1) | 19' Lamey · 76' Melikson | Stadion Miejski Łowecz, Bułgaria Widzów: 6800 Sędzia: Tommy Skjerven |

| 227 lipca 2011 | Maccabi Hajfa                      | 2:1   | NK Maribor |                                                                        |
| 20:05 CET      | Dwaliszwili 8' (k) · Yampolsky 70' | (1:1) | 28' Marcos | Kiryat Eliezer Stadium Hajfa, Izrael Widzów: 9600 Sędzia: Artur Soares |

| 327 lipca 2011 | HJK Helsinki | 1:2   | Dinamo Zagrzeb                  |                                                                          |
| 18:00 CET      | Ring 14'     | (1:1) | 19' (sam.) Rafinha · 77' Sammir | Finnair Stadium Helsinki, Finlandia Widzów: 10 153 Sędzia: Libor Kovařik |

| 426 lipca 2011 | APOEL Nikozja | 0:0 | Slovan Bratysława |                                                                 |
| 19:00 CET      |               |     |                   | Stadion GSP Nikozja, Cypr Widzów: 14 553 Sędzia: Pol van Boekel |

| 527 lipca 2011 | FC Kopenhaga | 1:0   | Shamrock Rovers |                                                                  |
| 20:00 CET      | Ottesen 4'   | (1:0) |                 | Parken Kopenhaga, Dania Widzów: 11 577 Sędzia: Pavle Radovanović |

| 626 lipca 2011 | KRC Genk                        | 2:1   | Partizan Belgrad |                                                                       |
| 20:45 CET      | Vossen 70' (k) · Ogunjimi 90+2' | (0:0) | 65' Tomić        | Fenix Stadion Genk, Belgia Widzów: 12 735 Sędzia: Michael Koukoulakis |

| 727 lipca 2011 | Rosenborg BK | 0:1   | Viktoria Pilzno |                                                                      |
| 20:45 CET      |              | (0:1) | 33' Pilař       | Lerkendal Stadion Trondheim, Norwegia Widzów: 8028 Sędzia: Matej Jug |

| 826 lipca 2011 | Zestaponi      | 1:1   | Sturm Graz |                                                                                   |
| 18:00 CET      | Gelashvili 74' | (0:0) | 78' Wolf   | Stadion Borysa Paiczadze Tbilisi, Gruzja Widzów: 14 700 Sędzia: Anastassios Kakos |

| 926 lipca 2011 | Ekranas Poniewież | 0:0 | BATE Borysów |                                                                            |
| 18:00 CET      |                   |     |              | Aukštaitijos stadionas Poniewież, Litwa Widzów: 2989 Sędzia: Deniz Aytekin |

| 1026 lipca 2011 | Rangers | 0:1   | Malmö FF    |                                                                        |
| 20:45 CET       |         | (0:1) | 18' Larsson | Ibrox Park Glasgow, Szkocja Widzów: 28 828 Sędzia: Antonio Mateu Lahoz |

| 1127 lipca 2011 | Standard Liège | 1:1   | FC Zürich   |                                                                        |
| 20:15 CET       | N.González 90' | (0:0) | 79' Mehmedi | Stade Maurice Dufrasne Liège, Belgia Widzów: 13 727 Sędzia: Alon Yefet |

| 1227 lipca 2011 | Twente             | 2:0   | FC Vaslui |                                                              |
| 20:15 CET       | Janko 34' (k), 58' | (1:0) |           | GelreDome Arnhem, Holandia Widzów: 12 800 Sędzia: Ivan Bebek |

| 1327 lipca 2011 | SL Benfica              | 2:0   | Trabzonspor |                                                                          |
| 20:45 CET       | Nolito 71' · Gaitán 88' | (0:0) |             | Estádio da Luz Lizbona, Portugalia Widzów: 37 341 Sędzia: Stephan Studer |

| 1426 lipca 2011 | Dynamo Kijów | 0:2   | Rubin Kazań                 |                                                                               |
| 20:00 CET       |              | (0:1) | 6' Kasajew · 68' (k) Natcho | Stadion Dynamo Kijów, Ukraina Widzów: 16 430 Sędzia: David Fernández Borbalán |

| 1527 lipca 2011 | Odense BK       | 1:1   | Panathinaikos AO |                                                                    |
| 20:00 CET       | Reginiussen 90' | (0:0) | 47' Leto         | Fionia Park Odense, Dania Widzów: 10 055 Sędzia: Carlos Clos Gómez |

### Rewanże
| 13 sierpnia 2011 | Wisła Kraków                     | 3:1   | Liteks Łowecz |                                                                     |
| 20:30 CET        | Melikson 42', 56' (k) · Wilk 84' | (1:0) | 68' Bodurov   | Stadion Miejski Kraków, Polska Widzów: 23 050 Sędzia: Fırat Aydınus |

| 23 sierpnia 2011 | NK Maribor | 1:1   | Maccabi Hajfa |                                                                           |
| 20:45 CET        | Marcos 32' | (1:1) | 10' Vered     | Stadion Ljudski vrt Maribor, Słowenia Widzów: 12 000 Sędzia: Said Ennjimi |

| 33 sierpnia 2011 | Dinamo Zagrzeb | 1:0   | HJK Helsinki |                                                                       |
| 20:45 CET        | Ibáñez 90'     | (0:0) |              | Maksimir Zagrzeb, Chorwacja Widzów: 25 370 Sędzia: Kristinn Jakobsson |

| 43 sierpnia 2011 | Slovan Bratysława | 0:2   | APOEL Nikozja              |                                                                         |
| 20:15 CET        |                   | (0:0) | 58' Aílton · 90+3' Manduca | Štadión Pasienky Bratysława, Słowacja Widzów: 9348 Sędzia: Peter Sippel |

| 52 sierpnia 2011 | Shamrock Rovers | 0:2   | FC Kopenhaga             |                                                                      |
| 20:45 CET        |                 | (0:1) | 42' N’Doye · 73' Bolaños | Tallaght Stadium Dublin, Irlandia Widzów: 5901 Sędzia: Halis Özkahya |

| 63 sierpnia 2011 | Partizan Belgrad | 1:1   | KRC Genk       |                                                                          |
| 20:45 CET        | Tomić 40'        | (1:0) | 58' (k) Vossen | Stadion Partizana Belgrad, Serbia Widzów: 24 511 Sędzia: Manuel De Sousa |

| 73 sierpnia 2011 | Viktoria Pilzno                      | 3:2   | Rosenborg BK           |                                                                          |
| 20:15 CET        | Bakoš 56' · Kolář 60' · Petržela 78' | (0:1) | 44' Lustig · 77' Prica | Stadion města Plzně Pilzno, Czechy Widzów: 5124 Sędzia: Marijo Strahonja |

| 83 sierpnia 2011 | Sturm Graz  | 1:0   | Zestaponi |                                                               |
| 20:30 CET        | Kienast 68' | (0:0) |           | UPC-Arena Graz, Austria Widzów: 10 058 Sędzia: Antony Gautier |

| 926 lipca 2011 | BATE Borysów                                  | 3:1   | Ekranas Poniewież |                                                                      |
| 18:00 CET      | Radziwonau 18' · Bressan 35' · Gordejczuk 89' | (2:1) | 22' Velička       | Stadion Miejski Borysów, Białoruś Widzów: 5360 Sędzia: Hüseyin Göçek |

| 103 sierpnia 2011 | Malmö FF  | 1:1   | Rangers     |                                                                             |
| 19:00 CET         | Hamad 80' | (0:1) | 24' Jelavić | Swedbank Stadion Malmö, Szwecja Widzów: 19 084 Sędzia: Władisław Bezborodow |

| 113 sierpnia 2011 | FC Zürich   | 1:0   | Standard Liège |                                                                           |
| 20:15 CET         | Mehmedi 58' | (0:0) |                | Letzigrund Stadion Zurych, Szwajcaria Widzów: 10 500 Sędzia: Paolo Valeri |

| 123 sierpnia 2011 | FC Vaslui | 0:0 | Twente |                                                                           |
| 19:45 CET         |           |     |        | Stadion Ceahlăul Piatra Neamț, Rumunia Widzów: 5280 Sędzia: Fredy Fautrel |

| 133 sierpnia 2011 | Trabzonspor    | 1:1   | SL Benfica |                                                                                      |
| 20:45 CET         | P.Henrique 32' | (1:1) | 19' Nolito | Atatürk Olimpiyat Stadyumu Stambuł, Turcja Widzów: 32 060 Sędzia: Ałeksandar Stawrew |

| 143 sierpnia 2011 | Rubin Kazań                   | 2:1   | Dynamo Kijów |                                                                      |
| 18:00 CET         | Dyadyun 19' · Miedwiediew 88' | (1:0) | 90+2' Husiew | Stadion Centralny Kazań, Rosja Widzów: 19 820 Sędzia: Eric Braamhaar |

| 152 sierpnia 2011 | Panathinaikos AO                             | 3:4   | Odense BK                                             |                                                                        |
| 20:45 CET         | Boumsong 35' · Toché 50' · Petropoulos 90+5' | (1:1) | 12' Johansson · 58' Ruud · 80' Kadrii · 88' Andreasen | Stadion Olimpijski Ateny, Grecja Widzów: 24 374 Sędzia: Andre Marriner |

## Runda play-off
W tej rundzie turniej kwalifikacyjny będzie podzielony na 2 części – dla mistrzów i niemistrzów poszczególnych federacji:
- do startu w rundzie play-off dla mistrzów uprawnionych będzie 10 drużyn (zwycięzców III rundy kwalifikacji dla mistrzów), z czego 5 będzie rozstawionych;
- do startu w rundzie play-off dla niemistrzów uprawnionych będzie 10 drużyn (w tym 5 zwycięzców III rundy kwalifikacji dla niemistrzów), z czego 5 będzie rozstawionych.

Drużyny, które wygrają w tej rundzie, otrzymają prawo gry w fazie grupowej Ligi Mistrzów UEFA. Drużyny, które przegrają w tej rundzie, otrzymały prawo gry w fazie grupowej Ligi Europy UEFA.
    drużyny, które awansowały z III rundy kwalifikacyjnej
| Drużyny rozstawione | Drużyny rozstawione | Drużyny rozstawione | Drużyny rozstawione |
| Drużyna             | Wsp.                | Drużyna             | Wsp.                |
| ------------------- | ------------------- | ------------------- | ------------------- |
| FC Kopenhaga        | 51,110              | Dinamo Zagrzeb      | 20,224              |
| BATE Borysów        | 23,216              | APOEL Nikozja       | 13,124              |
| Maccabi Hajfa       | 21,400              |                     |                     |

| Drużyny nierozstawione | Drużyny nierozstawione | Drużyny nierozstawione | Drużyny nierozstawione |
| Drużyna                | Wsp.                   | Drużyna                | Wsp.                   |
| ---------------------- | ---------------------- | ---------------------- | ---------------------- |
| Wisła Kraków           | 10,183                 | Viktoria Pilzno        | 5,170                  |
| Sturm Graz             | 8,640                  | Malmö FF               | 2,825                  |
| KRC Genk               | 8,400                  |                        |                        |

Wsp. – wartość współczynnika klubowego.
Pogrubioną czcionką wyróżnione zespoły, które awansowały do kolejnej rundy.
    drużyny, które awansowały z III rundy kwalifikacyjnej
| Drużyny rozstawione | Drużyny rozstawione | Drużyny rozstawione | Drużyny rozstawione |
| Drużyna             | Wsp.                | Drużyna             | Wsp.                |
| ------------------- | ------------------- | ------------------- | ------------------- |
| Bayern Monachium    | 118,887             | SL Benfica          | 81,319              |
| Arsenal             | 108,157             | Villarreal CF       | 75,465              |
| Olympique Lyon      | 92,735              |                     |                     |

| Drużyny nierozstawione | Drużyny nierozstawione | Drużyny nierozstawione | Drużyny nierozstawione |
| Drużyna                | Wsp.                   | Drużyna                | Wsp.                   |
| ---------------------- | ---------------------- | ---------------------- | ---------------------- |
| Twente                 | 41,025                 | FC Zürich              | 18,980                 |
| Rubin Kazań            | 31,941                 | Odense BK              | 18,610                 |
| Udinese                | 27,110                 |                        |                        |

| Drużyna 1                            | Wynik dwumeczu            | Drużyna 2                 | Pierwszy mecz             | Drugi mecz                |                           |
| Kwalifikacje dla mistrzów            | Kwalifikacje dla mistrzów | Kwalifikacje dla mistrzów | Kwalifikacje dla mistrzów | Kwalifikacje dla mistrzów | Kwalifikacje dla mistrzów |
| ------------------------------------ | ------------------------- | ------------------------- | ------------------------- | ------------------------- | ------------------------- |
| Wisła Kraków                         | 2:3                       | APOEL Nikozja             | 1:0                       | 1:3                       |                           |
| Maccabi Hajfa                        | 3:3 (k. 1:4)              | KRC Genk                  | 2:1                       | 1:2 (k. 1:4)              |                           |
| Dinamo Zagrzeb                       | 4:3                       | Malmö FF                  | 4:1                       | 0:2                       |                           |
| FC Kopenhaga                         | 2:5                       | Viktoria Pilzno           | 1:3                       | 1:2                       |                           |
| BATE Borysów                         | 3:1                       | Sturm Graz                | 1:1                       | 2:0                       |                           |
| Kwalifikacje dla niemistrzów         |                           |                           |                           |                           |                           |
| Odense BK                            | 1:3                       | Villarreal CF             | 1:0                       | 0:3                       |                           |
| Twente                               | 3:5                       | SL Benfica                | 2:2                       | 1:3                       |                           |
| Arsenal                              | 3:1                       | Udinese                   | 1:0                       | 2:1                       |                           |
| Bayern Monachium                     | 3:0                       | FC Zürich                 | 2:0                       | 1:0                       |                           |
| Olympique Lyon                       | 4:2                       | Rubin Kazań               | 3:1                       | 1:1                       |                           |
| Po lewej gospodarz pierwszego meczu. |                           |                           |                           |                           |                           |

### Pierwsze mecze
| 117 sierpnia 2011 | Wisła Kraków | 1:0   | APOEL Nikozja |                                                                       |
| 20:45 CET         | Małecki 71'  | (0:0) |               | Stadion Miejski Kraków, Polska Widzów: 22 545 Sędzia: Stéphane Lannoy |

| 217 sierpnia 2011 | Maccabi Hajfa               | 2:1   | KRC Genk  |                                                                           |
| 20:45 CET         | Amashe 8' · Dwaliszwili 28' | (2:0) | 61' Barda | Stadion Ramat Gan Ramat Gan, Izrael Widzów: 19 170 Sędzia: Wolfgang Stark |

| 317 sierpnia 2011 | Dinamo Zagrzeb                                  | 4:1   | Malmö FF    |                                                                  |
| 20:45 CET         | Sammir 4', 60' (k) · Rukavina 56' · Bećiraj 84' | (1:1) | 18' Mehmeti | Maksimir Zagrzeb, Chorwacja Widzów: 30 065 Sędzia: Pedro Proença |

| 416 sierpnia 2011 | FC Kopenhaga | 1:3   | Viktoria Pilzno                            |                                                                |
| 20:45 CET         | Ottesen 69'  | (0:0) | 52' (sam.) Ottesen · 59' Pilař · 79' Fillo | Parken Kopenhaga, Dania Widzów: 19 148 Sędzia: Martin Atkinson |

| 516 sierpnia 2011 | BATE Borysów | 1:1   | Sturm Graz |                                                                           |
| 20:45 CET         | Simić 59'    | (0:1) | 12' Weber  | Stadion Dynama Borysów, Białoruś Widzów: 15 550 Sędzia: Svein Oddvar Moen |

| 617 sierpnia 2011 | Odense BK     | 1:0   | Villarreal CF |                                                                |
| 20:45 CET         | Andreasen 84' | (0:0) |               | Fionia Park Odense, Dania Widzów: 13 002 Sędzia: Damir Skomina |

| 716 sierpnia 2011 | Twente                | 2:2   | SL Benfica               |                                                                                 |
| 20:45 CET         | de Jong 6' · Ruiz 80' | (1:2) | 21' Cardozo · 35' Nolito | Grolsch Veste Enschede, Holandia Widzów: 20 000 Sędzia: lberto Undiano Mallenco |

| 816 sierpnia 2011 | Arsenal    | 1:0   | Udinese |                                                                   |
| 20:45 CET         | Walcott 4' | (1:0) |         | Emirates Stadium Londyn, Anglia Widzów: 58 159 Sędzia: Kevin Blom |

| 917 sierpnia 2011 | Bayern Monachium               | 2:0   | FC Zürich |                                                                          |
| 20:45 CET         | Schweinsteiger 8' · Robben 72' | (1:0) |           | Allianz Arena Monachium, Niemcy Widzów: 66 000 Sędzia: Aleksiej Nikołaew |

| 1016 sierpnia 2011 | Olympique Lyon                                 | 3:1   | Rubin Kazań |                                                                    |
| 20:45 CET          | Gomis 10' · Kverkvelia 40' (sam.) · Briand 71' | (2:1) | 3' Dyadyun  | Stade Gerland Lyon, Francja Widzów: 35 468 Sędzia: Gianluca Rocchi |

### Rewanże
| 123 sierpnia 2011 | APOEL Nikozja                        | 3:1   | Wisła Kraków |                                                                |
| 20:45 CET         | Pareiko 29' (sam.) · Aílton 54', 87' | (1:0) | Wilk 71'     | Stadion GSP Nikozja, Cypr Widzów: 21 665 Sędzia: Viktor Kassai |

| 223 sierpnia 2011 | KRC Genk                           | 2:1 (pd.)          | Maccabi Hajfa                    |                                                               |
| 20:45 CET         | Vossen 35' · Buffel 40'            | (2:1, 2:1, k. 4:1) | Golasa 37'                       | Fenix Stadion Genk, Belgia Widzów: 13 753 Sędzia: Howard Webb |
| 20:45 CET         | · Vossen · Hubert · Tőzsér · Pudil | Rzuty karne        | · Dwaliszwili · Golasa · Twatiha | Fenix Stadion Genk, Belgia Widzów: 13 753 Sędzia: Howard Webb |

| 323 sierpnia 2011 | Malmö FF                     | 2:0   | Dinamo Zagrzeb |                                                                       |
| 20:45 CET         | Figueiredo 69' · Jansson 86' | (0:0) |                | Swedbank Stadion Malmö, Szwecja Widzów: 15 331 Sędzia: Nicola Rizzoli |

| 424 sierpnia 2011 | Viktoria Pilzno         | 2:1   | FC Kopenhaga |                                                                              |
| 20:45 CET         | Bakoš 66' · Ďuriš 90+3' | (0:1) | Bolaños 32'  | Synot Tip Aréna Praga, Czechy Widzów: 19 350 Sędzia: Carlos Velasco Carballo |

| 524 sierpnia 2011 | Sturm Graz | 0:2   | BATE Borysów                |                                                               |
| 20:45 CET         |            | (0:1) | A. Waładźko 36' · Simić 70' | UPC-Arena Graz, Austria Widzów: 14 528 Sędzia: Jonas Eriksson |

| 623 sierpnia 2011 | Villarreal CF                 | 3:0   | Odense BK |                                                                        |
| 20:45 CET         | Rossi 50', 66' · Marchena 82' | (0:0) |           | El Madrigal Villarreal, Hiszpania Widzów: 18 304 Sędzia: Craig Thomson |

| 724 sierpnia 2011 | SL Benfica                   | 3:1   | Twente   |                                                                       |
| 20:45 CET         | Witsel 46', 66' · Luisão 59' | (0:0) | Ruiz 85' | Estádio da Luz Lizbona, Portugalia Widzów: 48 353 Sędzia: Felix Brych |

| 824 sierpnia 2011 | Udinese       | 1:2   | Arsenal                      |                                                                         |
| 20:45 CET         | Di Natale 39' | (1:0) | van Persie 55' · Walcott 69' | Stadio Friuli Udine, Włochy Widzów: 26 031 Sędzia: Olegário Benquerença |

| 923 sierpnia 2011 | FC Zürich | 0:1   | Bayern Monachium |                                                                              |
| 20:45 CET         |           | (0:1) | Gómez 7'         | Letzigrund Stadion Zurych, Szwajcaria Widzów: 23 600 Sędzia: Laurent Duhamel |

| 1024 sierpnia 2011 | Rubin Kazań | 1:1   | Olympique Lyon |                                                                          |
| 18:00 CET          | Natcho 77'  | (0:0) | B. Koné 87'    | Stadion Centralny Kazań, Rosja Widzów: 20 620 Sędzia: Frank De Bleeckere |